# الصومعة (صعدة)
الصومعة هي إحدى قرى الجمهورية اليمنية. وهي تتبع جغرافيًا لمحافظة صعدة. وإداريًا لمديرية مجز. يبلغ تعداد سكانها 1459 نسمة حسب الإحصاء الذي جرى عام 2004.